# Acrolithus brevis
Acrolithus brevis är en insektsart som beskrevs av Freytag och Ma 1988. Acrolithus brevis ingår i släktet Acrolithus och familjen dvärgstritar. Inga underarter finns listade i Catalogue of Life.